# Franz Rudolf Bornewasser
Franz Rudolf Bornewasser (Radevormwald, 13 de março de 1866 – Tréveris, 20 de dezembro de 1951) foi um prelado alemão e de 1922 a 1951 serviu como Bispo de Trier.

## Biografia
Franz Rudolf Bornewasser era filho de um professor de música, comerciante e proprietário de hotel. Estudou direito em Marburg e Bonn, dedicou-se temporariamente ao ensino e depois à teologia, de 1891 a 1894, estudos teológicos em Bonn e em Colônia.
Em 10 de março de 1894, ordenou-se sacerdote e foi nomeado vigário da Catedral de Colônia e capelão em St. Kolumban Cologne; em 1896, tornou-se reitor em Wülfrath; a partir de 1899, diretor da Gregoriushaus em Aachen, editor de “Gregoriusblatt” e “Gregoriusbote”; nomeado em 1909 pároco em St. Suitbert-Elberfeld, e em 1914 pároco em Hasselsweiler e, ao mesmo tempo, decano do decanato de Jülich a partir de 1915; em 1916, professor de teologia pastoral e subregente no seminário de Colônia; em 1921, reitor da catedral em Aachen.
Em 23 de abril de 1921, foi nomeado bispo auxiliar de Colônia e Bispo Titular de Bida. Recebeu a ordenação episcopal no dia 29 de maio seguinte, pelo arcebispo Karl Joseph Cardeal Schulte, tendo como principais co-consagradores os bispos auxiliares Peter Joseph Lausberg e Johannes Scheifes.
No ano seguinte, a 27 de fevereiro, foi selecionado pelo capítulo da catedral como bispo de Tréveris (Trier); foi confirmado pela Santa Sé em 12 de março e instalado em 18 de maio de 1922. Em 4 de janeiro de 1944, o Papa Pio XII o promoveu ao título pessoal de arcebispo de Trier.
As quase três décadas de seu episcopado em Trier foram marcados por questões importantes do país e da Igreja. Foi forte apoiador do referendo sobre a questão do Sarre, representando o ponto de vista alemão sobre o território que havia sido perdido no Tratado de Versalhes, e fez forte apelo à população para participar, resultando no sucesso da adesão ao Reich. Ao longo do nacional-socialismo que governava a Alemanha, o bispo encontrou reconhecimento geral como um pregador de poder impressionante e como uma personalidade religiosa de forte caráter.